# غزو (فلم 1937)
غزو (بالإنجليزية: Conquest) هو فيلم سيرة ذاتية أبيض وأسود درامي رومانسي أمريكي (يُطلق عليه أيضًا ماري فاليفسكا) انتاج شركة مترو جولدوين ماير عام 1937 واخراج كلارنس براون من بطولة جريتا جاربو ، تشارلز بوير ، ريجينالد أوين ، آلان مارشال ، هنري ستيفنسون ، ليف إريكسون ، دام ماي ويتي ، جورج زوكو ، وماريا أوسبنسكايا يحكي الفيلم قصة الكونتيسة البولندية ماري فاليفسكا، التي أصبحت عشيقة نابليون من أجل التأثير على تصرفاته تجاه وطنها،
حصل الممثل تشارلز بوير على ترشيح لجائزة أفضل ممثل في دور رئيسي وجائزة أفضل إخراج فني (سيدريك جيبونز وويليام أ. هورنينغ).

## ملخص
ظلت العلاقة الحميمة نابليون بونابرت بالكونتيسة ماري فاليفسكا سرية في البداية، على الرغم من أنها كانت بشكل غير رسمي واحدة من أكثر الأخبار التي تم التعليق عليها على نطاق واسع في الدوائر العليا في وارسو، قاومت الكونتيسة متزوجة فركة انفصلها عن زوجها لكنها اقتنعت بأن قربها من نابليون سينقذ بولندا. بعد أن ألغى زوجها زواجهما وطلق نابليون الإمبراطورة جوزفين، أصبح الزوجان أحرارًا في إضفاء الطابع الرسمي على علاقتهما السرية، لكن نابليون صدمها بإعلانه قراره بالزواج من الأرشيدوقة ماري لويز من النمسا لأسباب سياسية. في حين أنه لا يتوقع أن يؤثر ذلك على علاقته بماري ، فإنها تتركه دون أن تخبره أبدًا بأنها تتوقع طفل.

## فريق التمثيل
- غريتا غاربو في دور  الكونتيسة ماري فاليفسكا
- تشارلز بوير في دور  الإمبراطور نابليون بونابرت
- ريجنالد أوين في دور تاليراند
- آلان مارشال في دور  الكابتن دورنانو
- هنري ستيفنسون في دور الكونت أناستاس والوسكي
- ليف إريكسون في دور بول لاتشينسكي
- دام ماي ويتي في دور  ماريا ليتيزيا بونابرت
- ماريا أوسبنسكايا في دور الكونتيسة بيلاجيا فاليفسكا
- سي. هنري جوردون في دور  الأمير بونياتوفسكي
- كلود جيلينجواتر في دور ستيفان (خادم ماري)
- فلاديمير سوكولوف في دور جندي يحتضر
- جورج ف. هيوستن في دور جيرود دوروك

فريق غير معتمد
- ستانلي أندروز في دور الأمير ميرسكا
- أوسكار أبفيل في دور الكونت بوتوكا
- سكوتي بيكيت في دور الكسندر فاليفسكا
- بيتي بليث في دور الأميرة ميرسكا
- إد برادي في دور جندي
- جورج كاول في دور كونت أوغسطس فاليفسكا
- بول فيكس في دور جندي
- هنري كولكر في دور السناتور ويبيتكي
- ميتشل لويس في دور بيبو
- لويس ميريديث في دور الكونتيسة بوتوكا
- تشارلز ميدلتون في دور الرقيب في إلبا
- دينيس أوكيف في دور جان واليوسكا
- روبرت وارويك في دور النقيب لارو
- إيان وولف في دور الأمير مترنيخ
- نوبل جونسون في دور رستم رضا
- جورج جيفوت في دور  ثابت

## روابط خارجية
- Conquest  في قاعدة بيانات الأفلام على الإنترنت (بالإنجليزية)
- Conquest في قاعدة بيانات تيرنر كلاسيك موفيز للأفلام.
- Conquest على موقع أول موفي.
- Conquest على فهرس معهد الفيلم الأمريكي